# Église Saint-Jacques d'Aggius
Pour les articles homonymes, voir Église Saint-Jacques.
L'église Saint-Jacques, en italien : chiesa di San Giacomo, en gallurais : Santu Jagu, est une église construite en 1820, restaurée en 1971 et depuis complètement abandonnée dépendant de la paroisse Santa Vittoria d'Aggius. Elle est en fait sur le territoire de Tempio Pausania,.

## Description

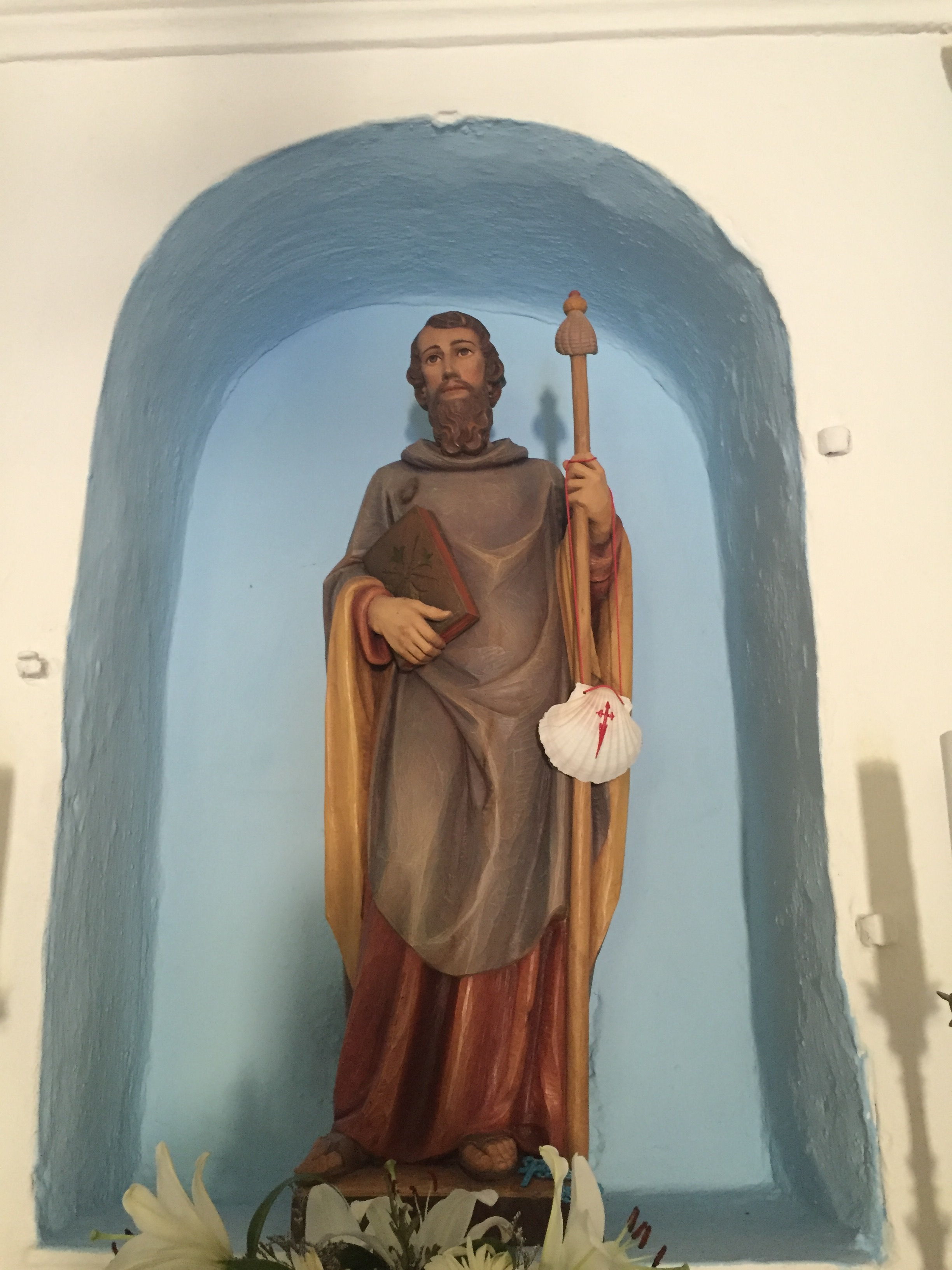
Statue de San Giacomo.

Cette église ne dispose que d'une seule entrée. Le porche a fait l'objet d'une restauration en 1971. Le petit clocher est surmonté d'une petite croix en métal. L'ensemble de la façade est de couleur blanche car recouverte de chaux.
À l'intérieur, se trouve une statue de San Giacomo. Une sculpture en bois polychrome a été transférée vers l'église paroissiale Santa Vittoria.